# Imballaggio interagente
Un imballaggio interagente è un tipo di imballaggio utilizzato prettamente in ambito alimentare, che si caratterizza per la sua capacità di monitorare o interagire con i cibi in esso contenuti.
Si divide in imballaggio intelligente e imballaggio attivo. Quest'ultimo, grazie alla propria capacità d'interazione con l'alimento, permette di aumentare il periodo di conservazione (shelf life) dei prodotti alimentari, in particolare di quelli deperibili, contrastando per quanto possibile modifiche chimiche, microbiologiche, fisiche, strutturali e sensoriali in ogni caso inevitabili nel tempo, in accordo alla Prima Legge di Parisi della Degradazione Alimentare. 

## Imballaggio intelligente
Gli imballaggi intelligenti sono sistemi di confezionamento in grado di monitorare i cibi contenuti, registrandone le variazioni e comunicando eventuali deficit nelle condizioni di conservazione ottimali. Esistono diversi sistemi di questo tipo.

### Indicatore di maturazione “RipeSense”
Si tratta di un sensore-etichetta che, applicato alla confezione, informa il consumatore sul grado di maturazione del frutto in essa contenuto. Il bollino ben visibile sulla vaschetta misura la dose di etilene prodotto dalla frutta durante la maturazione e, in base alla quantità presente, cambia colore.
Questo sistema non solo permette al cliente di optare per il prodotto col grado di maturazione che preferisce ma anche di ridurre al minimo gli scarti.

### Indicatore freschezza del prodotto ITT
Questo dispositivo informa il consumatore sulla freschezza del prodotto contenuto nella confezione, avvalendosi dello stesso tipo di sensore cambia colore utilizzato nell'indicatore di maturazione.
Un processo di conservazione degli alimenti a temperatura incostante può incidere sulla capacità degli stessi di mantenersi integri fino alla data di scadenza impressa sulla confezione. L'indicatore misura le oscillazioni di calore nel tempo all'interno della confezione indicando attraverso l'etichetta l'effettivo momento di scadenza del prodotto.
Il dispositivo offre al consumatore garanzia sulla freschezza e integrità del prodotto.
Tra i più comuni indicatori di freschezza ricordiamo: Fresh-Check, Monitor Mark e I-Point

### Timestrip
È un'etichetta adesiva che si aziona all'apertura della confezione cui viene applicata.
Viene utilizzata su prodotti che hanno vita breve in seguito all'apertura e segnala con precisione il tempo rimasto prima della scadenza. È utile soprattutto come ulteriore verifica dell'integrità della confezione prima del suo acquisto da parte del cliente.

### Food Sentinel System & Toxin Guard
Sono indicatori di sicurezza rivolti all'individuazione di organismi patogeni e/o tossine all'interno della confezione. Prevedono la presenza di un sottile strato trattato con anticorpi che, a contatto col patogeno o tossina, attiva una reazione tale da fargli acquisire una determinata colorazione volta a denunciare la presenza indesiderata e ad impedire la lettura elettronica del codice a barre alle casse.

### Indicatori di ossigeno
Si tratta di tavolette, strisce o compresse da inserire all'interno della confezione e atti a rivelare la presenza di ossigeno al di sopra di una determinata soglia. Si utilizzano in prodotti confezionati sottovuoto o in atmosfere protettive

### Indicatori di CO2
Rivelano la presenza di anidride carbonica segnalandone sia accumulo che riduzione al di sotto di determinate soglie. Anch'essi, come gli indicatori di ossigeno vengono utilizzati in prodotti confezionati in atmosfere protettive, oppure in atmosfere suscettibili di fermentazioni gasogene.

## Imballaggio attivo
Gli imballaggi attivi sono involucri che svolgono un'azione interattiva con il loro contenuto, rilasciando sostanze protettive per il cibo o assorbendone altre che invece ne accelerano il processo di deterioramento.
Si dividono in assorbitori, rilasciatori e reattori.

### Assorbimento

#### Assorbitori di ossigeno
Si tratta di articoli di varia natura – sacchettini, etichette, vassoi – che inseriti all'interno della confezione, assorbono l'ossigeno lì presente permettendo così un prolungamento dell'integrità del prodotto, impedendo la crescita di muffe e batteri e rallentando il processo di ossidazione dei cibi.

#### Assorbitori di etilene
Basati sullo stesso meccanismo degli assorbitori di ossigeno, i dispositivi anti-etilene assorbono questa sostanza – un ormone vegetale - prodotta naturalmente da frutta e verdura, necessaria alla loro maturazione ma anche responsabile del loro deterioramento. L'utilizzo di tale metodo permette quindi di mantenere il prodotto fresco più a lungo.

#### Assorbitori di umidità
L'ampliamento dei tempi di conservazione degli alimenti è possibile anche grazie all'eliminazione dell'umidità all'interno della confezione, cosa che evita anche la formazione di muffe e batteri. 
Ciò avviene attraverso dei dispositivi di assorbimento di vario tipo a seconda dell'esigenza, quali fogli superassorbenti per carne e pesce, o piccole bustine per prodotti secchi o disidratati.

### Rilascio

#### Rilascio di sostanze antiossidanti e antimicrobiche
Le azioni antiossidante e antimicrobica, di fondamentale importanza per la conservazione dei cibi a lungo termine e per il prolungamento della loro integrità, si ottengono grazie all'emissione all'interno della confezione di sostanze attive. Tra quelle maggiormente efficaci troviamo l'etanolo – alcol etilico – e l'anidride carbonica, che inibiscono lo sviluppo di muffe e batteri grazie alle loro proprietà batteriostatiche. Tali sostanze svolgono un'azione particolarmente efficace se associate a un assorbitore di ossigeno.

### Reazione chimica

#### Imballaggi riscaldanti / raffreddanti
Si tratta di un tipo di imballaggio attivo il cui meccanismo  - una reazione esotermica o una reazione endotermica - permette il riscaldamento o raffreddamento del prodotto in esso contenuto in pochi istanti. Si rivelano molto utili in diverse occasioni, in particolare in caso di calamità naturali.

## Fonti
- Articolo sugli imballaggi attivi e intelligenti di Cristina Bargagli, su cristinabarbagli.it. URL consultato il 26 maggio 2010 (archiviato dall'url originale il 7 febbraio 2011).
- Imballaggio attivo e intelligente di Marco Riva (PDF) [collegamento interrotto], su csi-spa.com.
- Aspetti ingegneristici dello sviluppo di nuovi materiali, nuove strutture e tecnologie innovative nell'imballaggio alimentare di Giuseppe Mensitieri (PDF) [collegamento interrotto], su scienceforfood.infm.it.
- Materiali per la conservazione e l’imballaggio della frutta e dei suoi derivati di Flavio Deflorian (PDF), su www2.agenziasviluppo.tn.it. URL consultato il 26 maggio 2010 (archiviato dall'url originale il 12 maggio 2006).
- Donati Filippo, Tesi di dottorato, Sintesi e studio delle proprietà ottiche di coloranti organici e coloranti ibridi organico inorganico per materiali polimerici fluorescenti, 2010.